# Psi Ophiuchi
Psi Ophiuchi (Ψ Oph) è una stella gigante brillante arancione di magnitudine 4,48 situata nella costellazione dell'Ofiuco. Dista 199 anni luce dal sistema solare.

## Osservazione
Si tratta di una stella situata nell'emisfero celeste Emisfero celeste|australe.
Grazie alla sua posizione non fortemente australe, può essere osservata dalla gran parte delle regioni della Terra, sebbene gli osservatori dell'emisfero sud siano i più avvantaggiati.
Nei pressi del circolo polare antartico appare circumpolare, mentre resta sempre invisibile solo in prossimità dell'Artide.
La sua magnitudine pari a 4,48 fa sì che possa essere scorta solo con un cielo sufficientemente libero dagli effetti dell'inquinamento luminoso.
Il periodo migliore per la sua osservazione nel cielo serale ricade nei mesi compresi fra aprile ed ottobre.
Da entrambi gli emisferi il periodo di visibilità rimane indicativamente lo stesso, grazie alla posizione della stella non lontana dall'equatore celeste.

## Caratteristiche fisiche
La stella è una gigante brillante arancione, o gigante arancione, in quanto classificata di tipo spettrale K0III o K0II-II a seconda delle fonti prese in considerazione. Ha una massa oltre il doppio di quella del Sole ed è circa 70 volte più luminosa, mentre il suo raggio è 12 volte quello del Sole. Data la sua massa, con un'età inferiore agli 800 milioni di anni la stella ha già esaurito l'idrogeno interno da fondere in elio, entrando nell'ultima fase della sua esistenza, espandendosi in gigante per poi terminare la sua vita di stella normale rilasciando gli strati più esterni e divenire una piccola e densa nana bianca.
La sua velocità radiale negativa indica che la stella si sta avvicinando dal sistema solare.
Essa si muove attraverso la Via Lattea ad una velocità di 15,4 km/s rispetto al Sole e la sua orbita galattica la porta a una distanza compresa fra 22.100 e 25.400 anni luce dal centro della Galassia.

## Occultazioni
Per la sua posizione prossima all'eclittica, tale stella è talvolta soggetta ad occultazioni da parte della Luna e, più raramente, dei pianeti, generalmente quelli interni.
L'ultima occultazione lunare di Ψ Ophiuchi è avvenuta l'11 settembre 2013..